# Albert Grisar

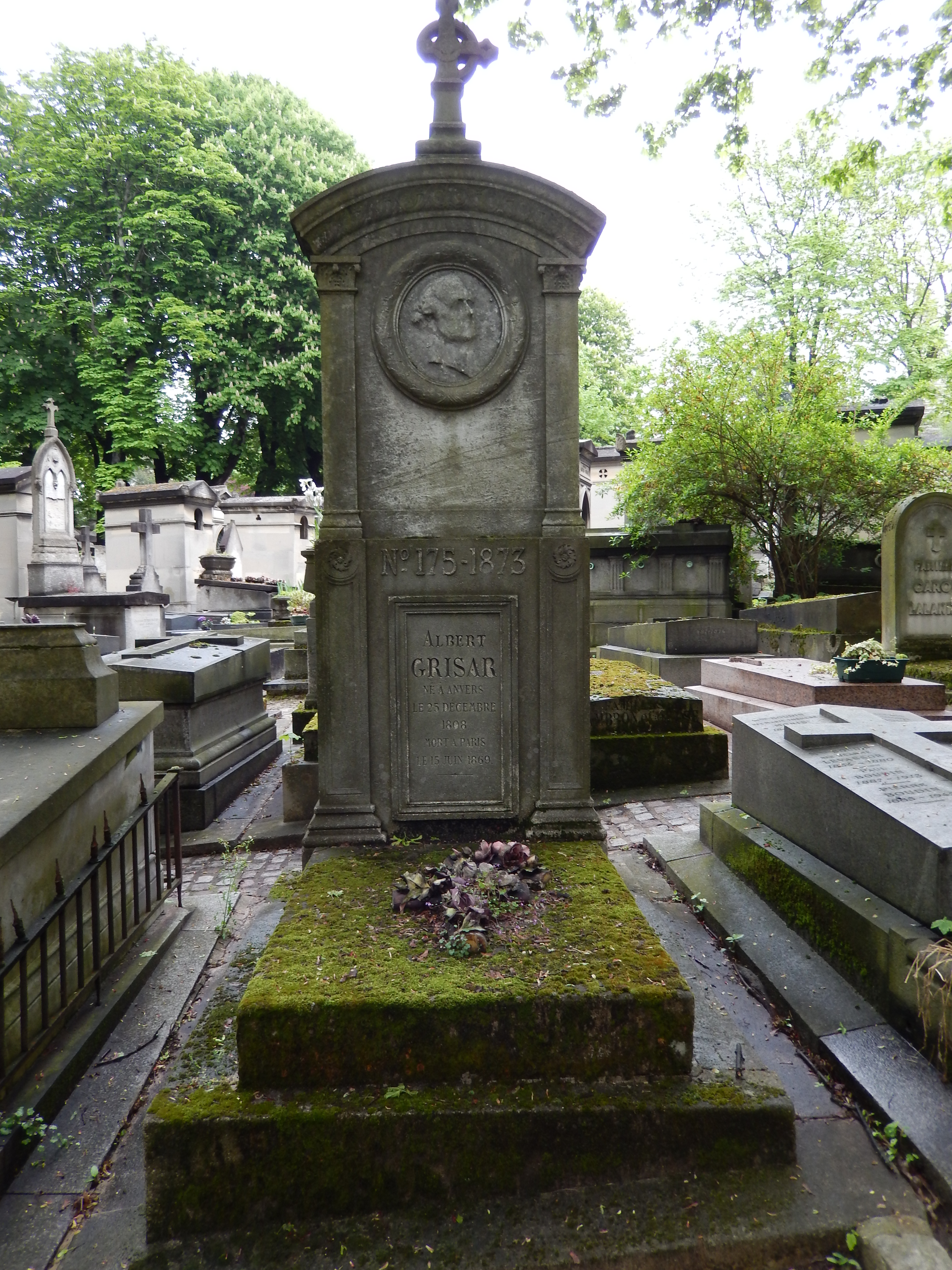
Graf van Albert Grisar

Albert Grisar (Antwerpen, 25 december 1808 – Asnières, 15 juni 1869) was een Belgische componist.
Hij is zoon van de Frankfurter handelsagent Jean Martin Grisar en de uit Rouen afkomstige Hypolite Susanne Cailly DuVerger. Een van de getuigen bij de geboorte-aangifte was Christophe Duhring, consul van Denemarken in Antwerpen, bij wie vader Grisar enige tijd bediende is geweest. De weduwe van Alberts broer Felix Gabriel Grisar, Constance Cornalia Pauline Govaerts, financierde voor een deel het Zeemanshuis. Alberts zuster Juliette was getrouwd met Napolitaan Louis Falcon, eveneens zakenman, maar ook enige tijd consul van de koning van Napels in Antwerpen. De zoon van zijn broer Felix was industrieel Ernest Grisar, medeoprichter van voetbalclub Beerschot.
Hij was voorbestemd om ook de handel in te gaan en bevond zich een poosje in Liverpool en trok rond 1830 naar Parijs. Hij studeerde in Antwerpen bij Joseph Janssens, in Parijs (aan het Conservatoire de Paris) bij Anton Reicha en rond 1845 in Napels bij Saverio Mercadante. Grisar werd een succesvol componist van opera buffa. In 1833 kende hij zijn eerste Brusselse succes; deze werd in 1836 opgevolgd in Parijs. Samen met Friedrich von Flotow schreef hij L'eau merveilleuse (1839) en met François-Adrien Boieldieu werkte hij aan L'opéra à la cour (1840). In 1840 kreeg hij een beurs van de Belgische overheid om muziek van Belgische componisten in Italië te gaan bestuderen, maar daar besteedde hij zijn tijd liever aan de studie van compositorische technieken voor komische opera's. Zijn Parijse werken die dateren uit de late jaren 1840 en vroege 1850 werden opmerkelijk goed onthaald door het publiek.
In 1840 bevond hij zich in Antwerpen om aldaar de gelegenheidsmuziek te schrijven voor de 300e sterfdag van Peter Paul Rubens. Jaak De Braeckeleer maakte ooit een standbeeld van hem dat in de Franse Schouwburg te Antwerpen te bewonderen was, in 2011 bevond het zich in de beeldentuin van Middelheim. Zijn graf bevindt zich met medaillon (en vermelding van zijn juiste geboortedatum) op Cimetière du Père-Lachaise. De stad Antwerpen eerde hem in 1875 met de Albert Grisarstraat.

## Opera's
Hij begon liever aan een nieuw werk en liet een aantal opera's zoals Le parapluie enchanté onvoltooid achter. Voltooid zijn:
- La Mariage impossible, première: Koninklijke Muntschouwburg, Brussel 1833
- Sarah ou L'Orpheline de Glencoé, première: Opéra-Comique, Parijs 1836
- L'An mil, première: Opéra-Comique, Parijs 1837
- Lady Melvil / Le Joallier de Saint-James, première: Théâtre de la Renaissance, Parijs 1838
- La Suisse à Trianon, Parijs 1838
- L'Eau merveilleuse, première: Théâtre de la Renaissance, Parijs 1839
- Les Travestissements, Parijs 1839
- Gille ravisseur, première: Opéra-Comique, Parijs 1848
- Les Porcherons, première: Opéra-Comique, Parijs 1850
- Bonsoir, monsieur Pantalon, première: Opéra-Comique, Parijs 1851
- Le Carillonneur de Bruges, première: Opéra-Comique, Parijs 1852; een eerbetoon aan Brugge
- Les Amours du diable, première: Théâtre Lyrique, Parijs 1853
- Le Chien du jardinier, première: Opéra-Comique, Parijs 1855
- Voyage autour de ma chambre, Parijs 1859
- La Chatte merveilleuse, première: Théâtre Lyrique, Parijs 1862
- Les Bégaiements d'amour, Parijs 1864
- Les douze Innocentes, Parijs 1865
- Le Procès, 1867

- Biblioteca Nacional de España: XX1710357
- Bibliothèque nationale de France: cb139495324 (data)
- Biografisch Portaal: 43959831
- Gemeinsame Normdatei: 116855274
- International Standard Name Identifier: 0000 0000 8214 2221
- Library of Congress Control Number: n83020564
- Nationale Bibliotheek van Letland: 000332650
- Base Léonore: LH//1203/56
- MusicBrainz: 7346e629-3e36-4e9b-8d3e-325449ab93e1
- Nationale Bibliotheek van Tsjechië: jn20020722501
- Nationale bibliotheek van Australië: 49782157
- Nationale Bibliotheek van Israël: 987007262046005171
- Nederlandse Thesaurus van Auteursnamen: 144071517
- Istituto Centrale per il Catalogo Unico: LO1V143949
- LIBRIS: 296958
- SNAC: w65x2m0w
- Système universitaire de documentation: 123807840
- Trove: 1495135
- Virtual International Authority File: 642146998552218942477